# 津端ありさ
津端 ありさ（つばた ありさ、1993年6月9日 - ）は、日本の女子プロボクサー、看護師である。埼玉県狭山市出身。ライフサポートクリニックに勤務。多寿満ボクシングジム所属。担当トレーナーは元日本ミドル級王者の大和田正春。

## 来歴
日本人の父とタヒチ人の母の間に生まれる。看護学校卒業後に看護師になり、西埼玉中央病院に勤務。

### アマチュア時代
2018年よりダイエット目的でボクシングを始める。初の公式戦となる2019年の全日本女子選手権で優勝。
2020年3月にヨルダン・アンマンで開催された東京オリンピックアジア・オセアニア予選に出場するが、1回戦で敗退。新型コロナウイルス感染拡大の影響で東京オリンピックが1年延期。
2021年1月より、練習時間確保のために勤務先を勤務時間が比較的規則的なライフサポートクリニックに移る。6月に東京オリンピックへのラストチャンスとして世界最終予選に臨む予定だったが、コロナ禍の影響で大会が中止となり、世界ランキングにも入っていなかったため東京オリンピック出場は叶わなかった。しかし、7月23日に国立競技場で開かれた東京オリンピック開会式にコロナ禍で夢への挑戦を断たれた悲運のアスリートたちの象徴的な存在として式典に抜擢され、式の冒頭で白いスポーツウェアを着てランニングマシンで走る姿を披露した。
同年のコンスタンチン・コロトコフ記念国際トーナメントで銀メダル獲得。
2022年5月にイスタンブールで開催された世界選手権にライトミドル級（70kg）で出場したが、初戦となる2回戦でアルメニアの選手に判定負け。
2023年2月26日、パリオリンピック大陸予選を兼ねるアジア競技大会の66kg級代表決定戦（ボックスオフ）で鬼頭茉衣と対戦し、判定負けで出場権を獲得できなかった。3月、ニューデリーで開催された世界選手権にウェルター級（66kg）で出場するが、1回戦でモンゴルの選手に敗れた。パリ五輪予選日本代表を懸けた全日本選手権で決勝まで進むが、またしても鬼頭に敗れパリ五輪出場も果たせなかった。

### プロ転向
2024年4月21日、ヴィジターズボクシングクラブのSNSにて地元狭山市の多寿満ボクシングジム所属としてプロ転向と5月のプロテスト受験を表明した。
2024年5月7日、後楽園ホールにてC級プロテストを受験し、合格。
2024年12月11日、後楽園ホールにて対ポンカモン・トーンプアク戦でプロデビューし、4回3-0（40-36×3）判定で白星デビューを飾った。この試合を含めた興行はメインに出場したジロリアン陸の公式YouTubeチャンネルにてライブ配信された。
2025年6月25日、スパンニカー・ターンチューム相手にプロ2戦目を行い、3回1分39秒TKOで勝利。

## 人物・エピソード
- アマチュアとプロの違いこそあるものの津端と同じ看護師ボクサーには元女子日本バンタム級王者の谷山佳菜子がおり、同じフィジカルパーソナルを受講して意気投合した[17]。なお、谷山は津端がプロ転向する前の2023年に現役を引退した。

## 戦績
- アマチュア:
- プロ：2戦 2勝 1KO

| 戦           | 日付           | 勝敗 | 時間    | 内容    | 対戦相手                     | 国籍 | 備考       |
| ------------ | -------------- | ---- | ------- | ------- | ---------------------------- | ---- | ---------- |
| 1            | 2024年12月11日 | ☆    | 4R      | 判定3-0 | ポンカモン・トーンプアク     | タイ | デビュー戦 |
| 1            | 2025年6月25日  | ☆    | 3R 1:39 | TKO     | スパンニカー・ターンチューム | タイ |            |
| テンプレート |                |      |         |         |                              |      |            |

## 受賞歴
- 日本ボクシング連盟 2021年度年間表彰 努力賞